# Militello in Val di Catania
Militello in Val di Catania (en gallo-italique de Sicile : Militeu) est une commune italienne de la province de Catane dans la région Sicile. La ville fait partie depuis 2002 de la Liste du Patrimoine Mondial de l'UNESCO, au sein des « Villes du Baroque tardif de la Vallée de Noto ».
Son nom est issu du latin Militum Tellus qui signifie « terre des soldats ». La légende raconte qu'elle aurait été fondée par Marcus Claudius Marcellus, pendant le siège de Syracuse en 212 av. J.-C. pour échapper à la peste.
Il s'y déroule depuis 1987, le « Festival de la confiture de figue de barbarie » qui reste un événement très local.

## Monuments et patrimoine
La ville est dotée de nombreux bâtiments à la valeur patrimoniale reconnue du fait « de la reconstruction – exceptionnelle et constante dans toute la région –, après le séisme de 1693, dans le style du baroque tardif ».

### Églises
- La Chiesa Madre dédiée à San Nicolò reconstruite après le tremblement de terre du 11 janvier 1693.
- Eglise Santa Maria della Stella
- Eglise San Benedetto Abate, réalisée au XVIIe siècle conserve aussi des fresques de Saint-Benoit.
- Eglise Santa Maria della Catena
- Eglise Sant’Antonio di Padova
- Eglise San Francesco d’Assisi
- Sanctuaire de Santa Maria della Stella

### Palais
Château Barresi – Branciforte (XIVe – XVIIe siècle) avec la fontaine de la Ninfa Zizza qui a été construite en 1607.
- Palazzo Baldanza-Denaro (XVIIe siècle)
- Palazzo Niceforo (XVIIIe siècle)
- Palazzo Baldanza (XVIIIe siècle)
- Palazzo Majorana
- Palazzo Tineo
- Palazzo Iatrini
- Palazzo Liggieri
- Palazzo Reburdone
- Palazzo Reina

## Galerie

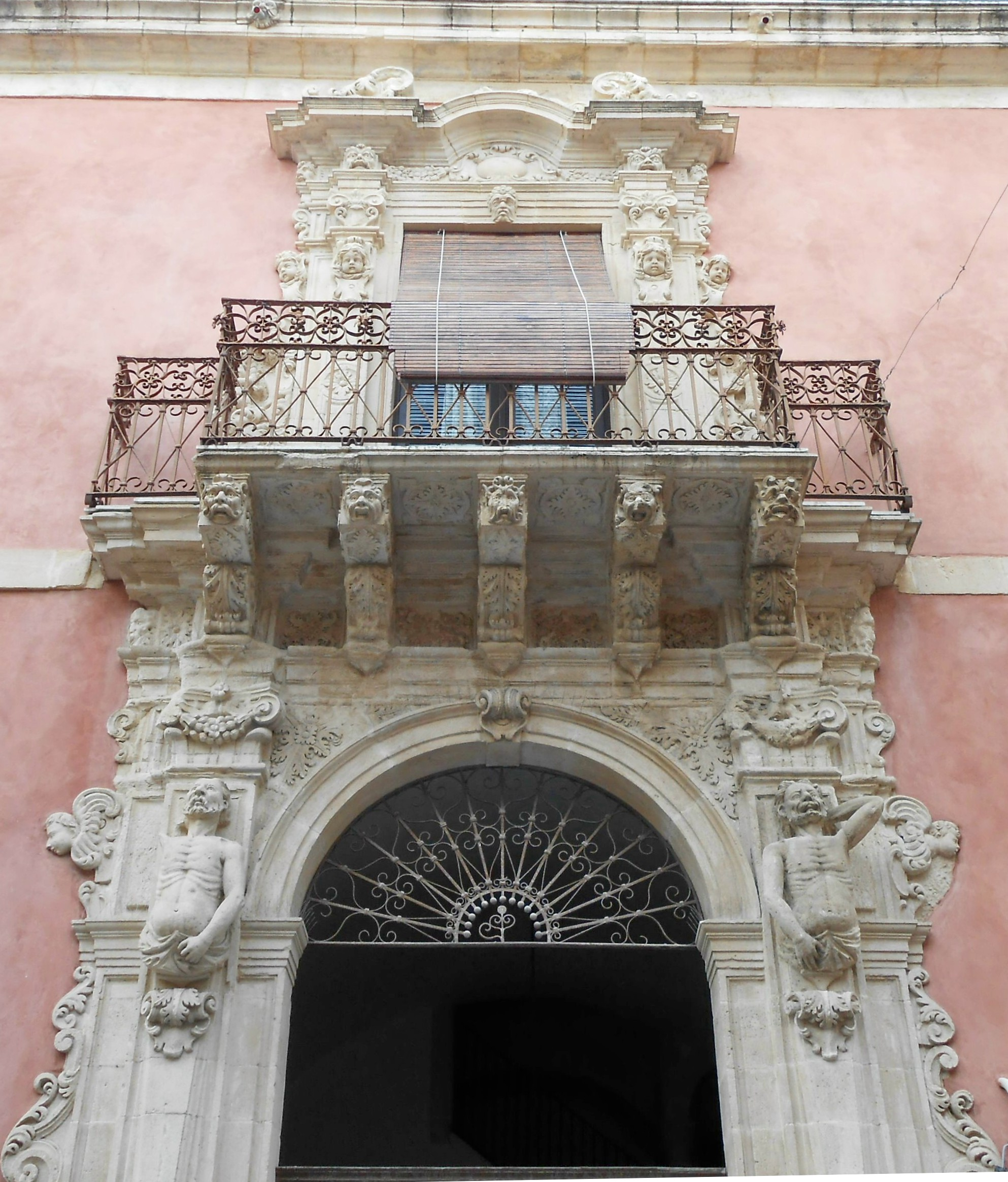
Façade baroque du palazzo Niceforo
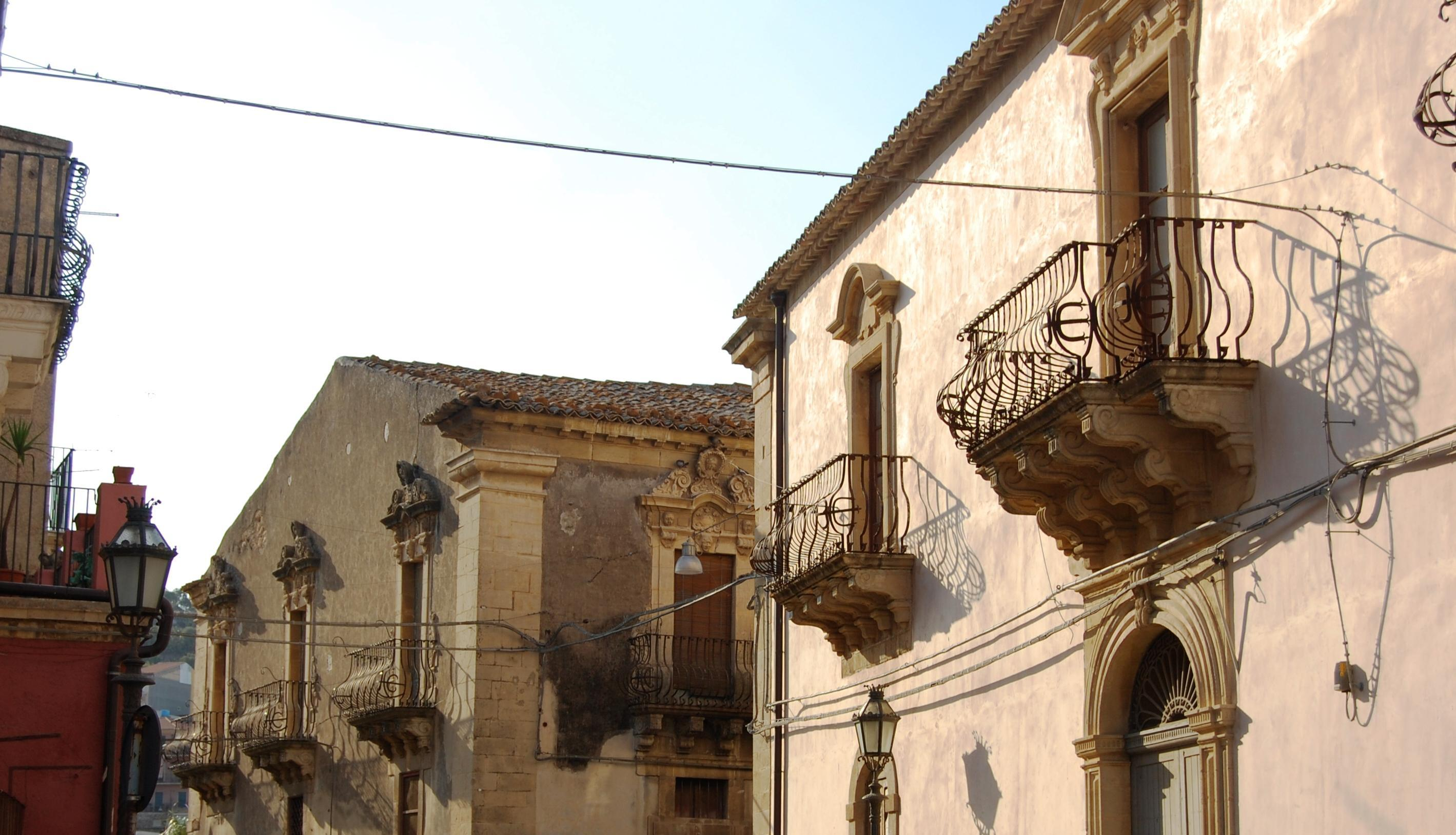
Quartier baroque
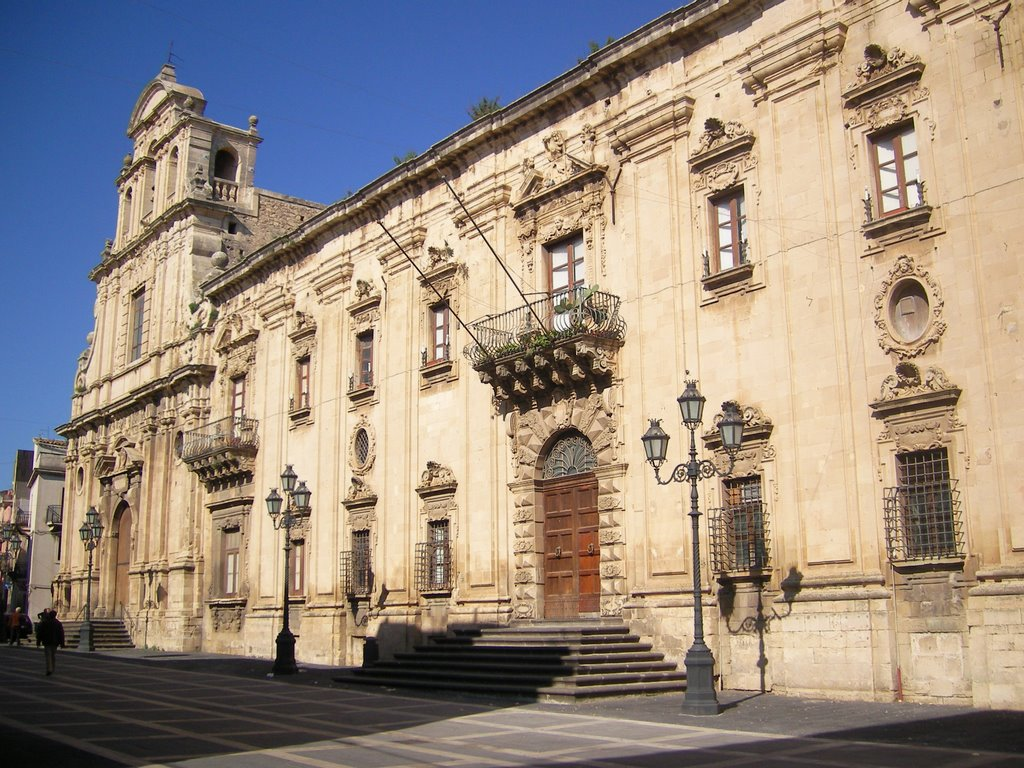
Abbaye de San Benedetto
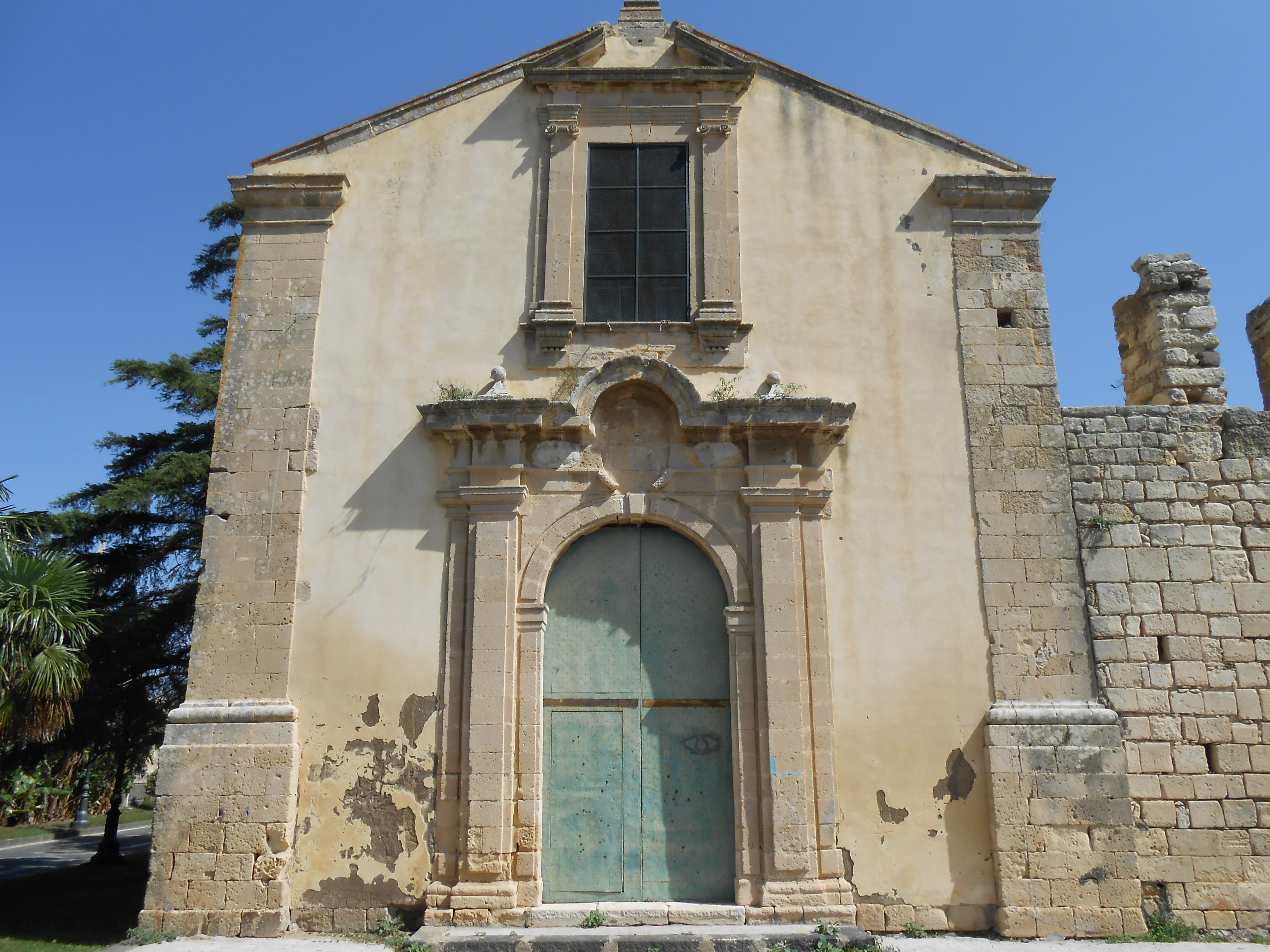
Eglise Saint François d'Assise
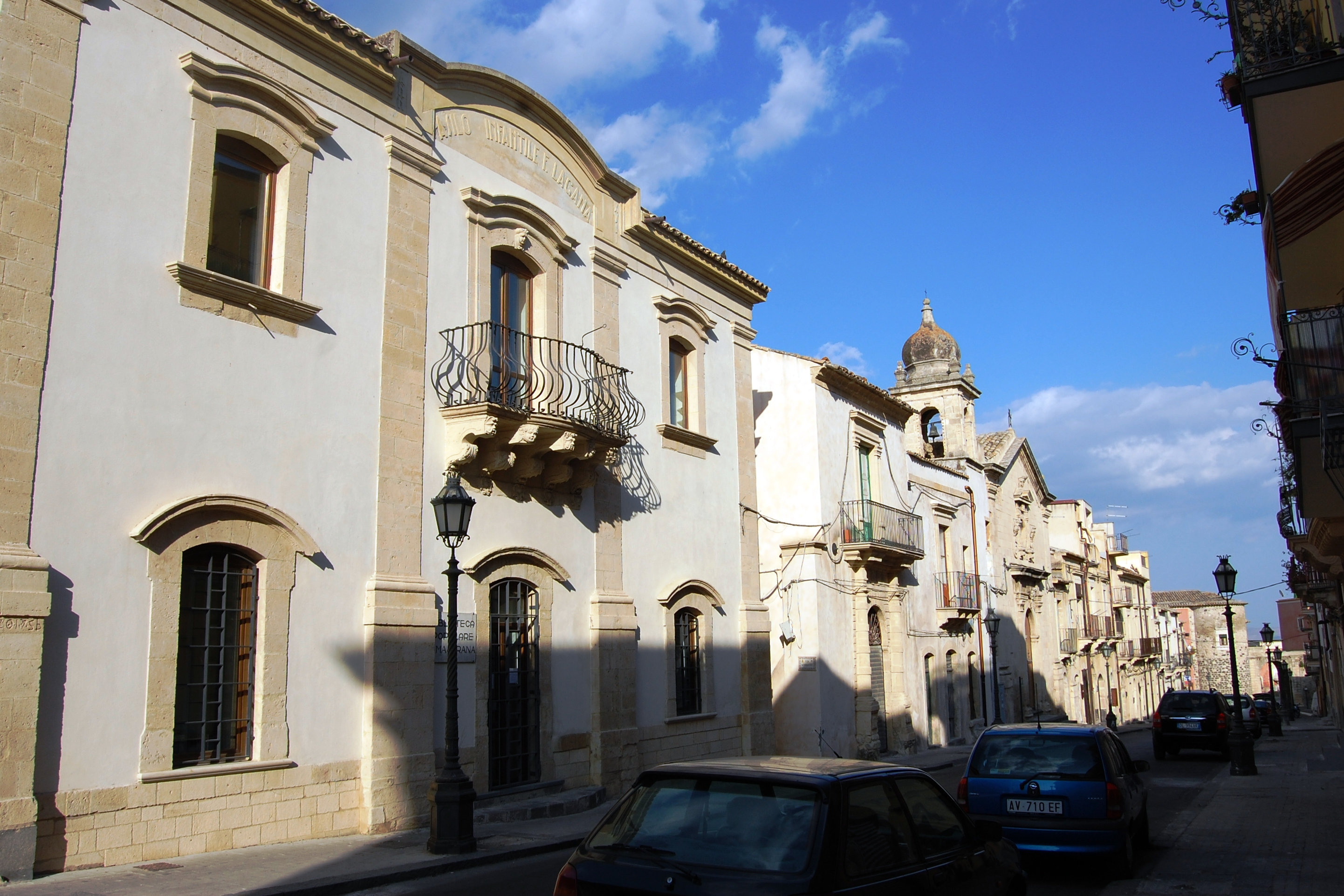
Via Porta della Terra
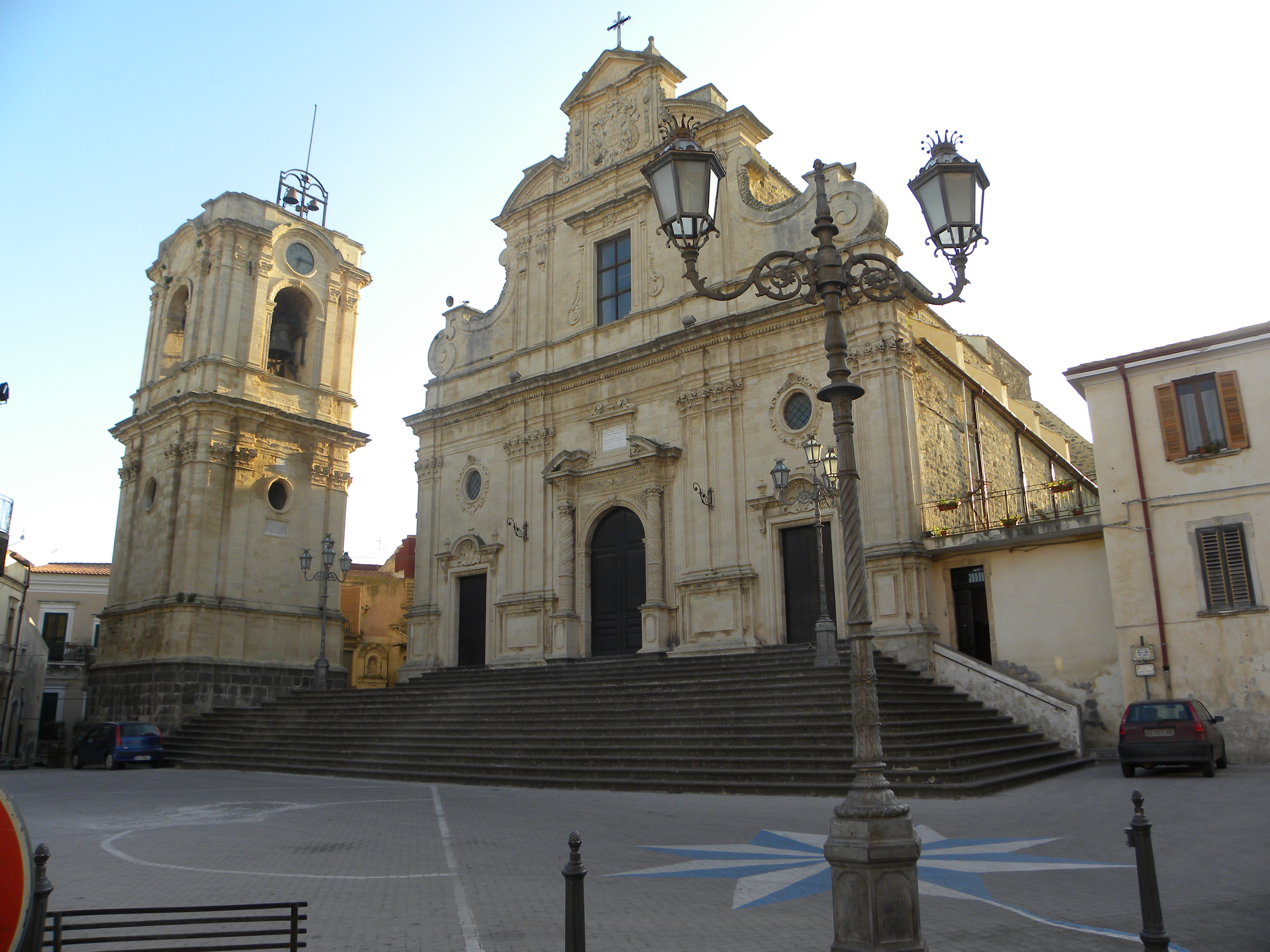
Cathédrale

## Administration
| Période                                  | Période  | Identité         | Étiquette       | Qualité |
| ---------------------------------------- | -------- | ---------------- | --------------- | ------- |
| 2017                                     | en cours | Giovanni Burtone | Parti démocrate |         |
| Les données manquantes sont à compléter. |          |                  |                 |         |

### Communes limitrophes
Francofonte, Lentini, Mineo, Palagonia, Scordia, Vizzini